# The European
The European var den första verkliga europeiska nyhetstidningen, utkommen en gång i veckan och publicerad i Storbritannien på engelska 1990–1998 och avsedd för en pan–europeisk, internationellt intresserad läsekrets.
The European var påkostad som en av de första storformat-tidningarna, som trycktes till stor del i färg. Tidningen grundades och ägdes av den tjeckiskfödde mediamogulen Robert Maxwell, som lanserade detta "drömprojekt" sommaren 1988 i linje med den framväxande Europeiska Gemenskapen, sovjetisk glasnost och ett nytt, återförenat Europa. 11 maj 1990 kom det första numret ut i en miljon exemplar. Den innefattade en nyhetsdel, en affärsdel och en kulturdel kallad Elan. Bland andra den kosmopolitiskt engagerade skådespelaren Peter Ustinov stödde projektet.
Maxwell hade utlovat en efterföljande upplaga på minst 225 000–350 000 exemplar, men i realiteten nådde den upp till omkring 225 000 som mest, varav större delen såldes i Storbritannien, och med sjunkande upplaga blev den ett växande problembarn för utgivaren. I oktober 1991 tillkännagav Maxwell planerna på en särskild utgåva för en läsekrets i USA, men i stället tvangs han kraftigt dra ner på personalstyrkan och ambitionerna. I november 1991 hittades Maxwell död, flytande i havet utanför Kanarieöarna, där han seglat med sin lustjakt. Det uppdagades då att han tömt pensionskassorna för sin mediakoncerns personal för att pumpa in pengar i verksamheten.
I januari 1992 köptes tidningen av de två brittiska tvillingbröderna David och Frederick Barclay, som stegvis gjorde om tidningen till ett magasinsformat avsett främst för affärsvärlden. Efterhand kom tidningen att följa de brittiska protektionistiska vindarna och bli alltmer Europa–skeptisk och därmed försvann efterhand alltmer hela syftet med tidningen, som drogs med allt större ekonomiska problem och stor omsättning på chefredaktörer. I december 1998 kom det sista numret ut, innan tidningen helt lades ned.

## Chefredaktörer
- 1990: Ian Watson
- 1991: John Bryant
- 1992: Charles Garside
- 1993: Herbert Pearson
- 1994: Charles Garside
- 1996: Andrew Neil
- 1998: Gerry Malone